# Æthelheah
Æthelheah († zwischen 881 und 889) war Bischof von Sherborne. Er wurde 871 zum Bischof geweiht und trat sein Amt im gleichen Jahr an. Er starb zwischen 881 und 889.